# Ермаков, Пётр Александрович
Пётр Александрович Ермаков (5 ноября 1914, дер. Старая Рудня, Черниговская губерния — 19 марта 1969, Горький) — поездной вагонный мастер паровозной колонны № 7 особого резерва Народного комиссариата путей сообщения.

## Биография
Родился 5 ноября 1914 года в деревне Старая Рудня. Жил с родителями в Унече. В 11 лет остался сиротой, вернулся в деревню. Жил у чужих людей. С весны до поздней осени батрачил пастухом, зимой за пять вёрст ходил в школу.
В 1932 году был направлен на учёбу в Унечскую школу фабрично-заводского ученичества. После её окончания работал осмотрщиком-автоматчиком в вагонном депо станции Унеча, которая тогда относилась к Белорусской железной дороге. В 1936 году стал мастером по автотормозам. В том же году был призван в Красную Армию. Службу проходил в железнодорожных войсках на Дальнем Востоке. Отслужив, вернулся в Унечу и продолжил работу мастером вагонного депо.
С началом Великой Отечественной войны продолжал обслуживать поезда, шедшие через Унечу поезда: с эвакуированными из Орши, Могилёва и Гомеля, и воинские эшелоны из Брянска. 12 августа 1941 года с последним эшелоном, под огнём вражеской артиллерии, покинули Унечу. Вместе с другими эвакуированными добрался до города Актюбинска, куда раньше были эвакуированы семьи, и стал выполнять обязанности поездного вагонного мастера. Через Актюбинск шли составы из Ташкента и Кзыл-Орды в Орск и Оренбург для уральских заводов, к Ершову и Саратову — эшелоны для фронта. Работы было много.
Весной 1942 года Ермаков был зачислен поездным вагонным мастером в формируемую паровозную колонну № 7 особого резерва Наркомата путей сообщения. Колонну после формирования, как воинское подразделение, сперва направили на Урал, остро нуждавшийся в локомотивной тяге. Выполнив задание на Урале, 30 паровозов «СО» 7-й колонны с воинскими составами прибыли на станции Валуйки и Лиски в тот момент, когда противники, окружив часть войск Юго-Западного фронта под Харьковом, рвались к Дону и Волге, к Ростову.
7-я колонна обеспечивала подвоз войск и вооружения для Воронежского и Юго-Западного фронтов. На станции Старый Оскол особо отличился Пётр Ермаков. Во время налета бомбардировщиков врага загорелись хвостовые вагоны эшелона с боеприпасами, который сопровождала бригада Ермакова. Не обращая внимания на обожженные руки и лицо, горевшую одежду Ермаков смог отцепить горевшие вагоны с боезапасом. Затем обожженными руками перевести стрелку, чтобы состав вывести на перегон. Когда добрался до паровоза, обнаружил что не осталось в живых никого из членов локомотивной бригады. Поднявшись в будку, он сам привёл локомотив в движение и тем спас состав от уничтожения. Вернувшись на станцию, организовал тушение горевших вагонов, чтобы пламя не перекинулось на соседние поезда.
В дальнейшем 7-я колонна паровозов особого резерва участвовала в обслуживании войск во время Курской битвы и освобождения Донбасса и Днепропетровщины. Ермаков был дважды ранен, в Старом Осколе и накануне освобождения Днепропетровска, но в медпункт не обращался, чтобы не отправили в тыл, не списали с фронтовой работы.
Указом Президиума Верховного Совета СССР от 5 ноября 1943 года «за особые заслуги в деле обеспечении перевозок для фронта и народного хозяйства и выдающиеся достижения в восстановлении железнодорожного хозяйства в трудных условиях военного времени» Ермакову Пётру Александровичу присвоено звание Героя Социалистического Труда с вручением ордена Ленина и Золотой медали «Серп и Молот».
Затем всю паровозную колонну направили на белорусско-прибалтийское направление. Ему было присвоено звание инженер-майора тяги. В конце 1944 года Ермакова отозвали из прифронтовой полосы и направили на учёбу в Москву.
После окончания учёбы на годичных курсах в конце 1945 года Ермаков был направлен на Львовскую дорогу заместителем начальника Королёвского вагонного. Затем окончил ускоренный курс обучения Днепропетровского института инженеров транспорта. Работал в вагонном депо Ховрино Октябрьской дороги. В 1951—1954 годах был в спецкомандировке в Германской Демократической республике. В городе Галле обеспечивал прием классных вагонов и рефрижераторных поездов.
По возвращении домой принял вагонное депо станции Горький-Сортировочный. Здесь работал до выхода на пенсию. В 1963 году у него обнаружили лейкоз. Скончался 19 марта 1969 года. Похоронен на Сортировочном кладбище города Нижний Новгород.
Награждён орденом Ленина, медалями; знаком «Почётный железнодорожник»